# 아쟁쿠르 전투
아쟁쿠르 전투(Battle of Agincourt)는 백년전쟁(Hundred Years' War)의 전투 중 하나로 1415년 10월 25일 금요일 북부 프랑스의 아쟁쿠르에서 벌어졌다.
이 전투에서 잉글랜드의 헨리 5세(Henry V)는 프랑스 측에 막대한 손실을 입히면서 승리하였고, 이 전투 이후 헨리 5세가 프랑스의 공주와 결혼하면서 그의 아들 헨리 6세가 프랑스의 왕위 계승권을 가지게 되었다 (그러나 나중에 프랑스는 헨리 6세의 왕위 계승권을 무시하였다). 영국군의 총지휘관은 헨리 5세였고, 그는 근접전에도 직접 참여하였다. 당시 프랑스의 샤를 6세 (Charles VI of France)의 건강이 좋지 못했기 때문에 프랑스군의 지휘권은 대무관장 샤를 달브레(Charles d'Albret)와 다수의 아르마냐크(Armagnac) 지방 출신의 고위 귀족들이 가지고 있었다. 이 전투는 영국 장궁(English Longbow)이 사용된 유명한 전투들 중의 하나이며, 헨리 5세는 다수의 장궁병으로 영국군을 구성하였다. 또한 윌리엄 셰익스피어(William Shakespeare)의 연극 헨리 5세(Henry V)의 유명한 구절인 성 크리스핀의 날의 연설 (St. Crispin's Day Speech)도 이 전투와 관련이 있다.

## 전역
헨리 5세는 프랑스와의 교섭이 실패로 끝남에 따라 침공을 개시하였다. 영국의 왕들은 프랑스 왕이 아키텐과 다른 프랑스 땅들을 영국왕의 영토로 인정하면 관습적으로 프랑스의 왕위에 대한 계승권을 포기했다. 그러나 헨리 5세는 그의 할아버지 에드워드 3세(Edward III)를 통해 자신이 프랑스의 왕위를 계승할 권리가 있다고 주장하였다. 헨리 5세는 우선 1414년 봄, 프랑스와의 전쟁을 위해 의회를 소집하였으나, 영주들은 보다 온건한 조건으로 추가 협상을 벌일 것을 요구하였다. 이어진 프랑스와의 협상에서, 헨리 5세는 만약 프랑스가 장 2세의 배상금으로 160만 크라운을 지불하고 아키텐뿐만 아니라 노르망디, 툴롱, 앙주, 브르타뉴, 그리고 플랑드르의 땅을 양도하면 프랑스의 왕위를 포기할 것이라고 말하였다. 또한 헨리는 샤를 6세의 딸인 카트린 왕녀와의 결혼과 지참금으로 2백만 크라운을 요구했다. 이에 대해 프랑스측은 지참금 60만 크라운과 아키텐 지역의 확장을 제시하였다. 이후 협상은 점차 지지부진해졌으며 결국 1415년 중단되었다. 1414년 12월, 헨리 5세는 영국 의회에 프랑스 내의 영토를 만회할 군대를 일으키기 위해 종전의 세금에 두 배에 달하는 "두 배의 지원금"을 승인하도록 설득하였다. 1415년 4월 19일 헨리 5세는 다시 의회에 프랑스와의 전쟁을 제안하였고, 이번에는 의회의 승락을 얻었다.
헨리 5세는 1415년 8월 13일 약 12,000명에 달하는 군대를 이끌고 북프랑스에 상륙하였고, 하르플러의 항구를 공략했다. 공성전은 예상보다 길어졌다. 이 마을은 9월 22일에 항복하였고, 영국군은 10월 8일까지 이곳에 머물렀다. 겨울이 다가오면서 월동준비를 해야 했고, 영국군 내에는 질병이 만연하여 많은 사상자를 내고 있었다. 헨리 5세는 월동 장비를 구하기 위하여 그의 군대의 대부분(약 7천)을 북프랑스의 잉글랜드 거점인 칼레 항구로 이동시키기로 결심하였다.
공성전동안 프랑스군은 루앙 근교에서 군대를 조직하고 있었다. 이 병력은 영주들을 소집하여 구성한 봉건적 군대가 아니라 영국과 아주 흡사한 시스템을 통해 임금을 지불받는 군대였다. 프랑스군은 9천의 병력을 모으길 원했으나, 이들은 제때에 하르플러를 구원할 준비를 갖추지 못했다. 헨리 5세가 북쪽으로 진군한 후에야 프랑스군은 영국군을 솜강 근교에서 저지하고자 하였다. 그들은 일시적으로 영국군의 도강을 저지하는데 성공하였고, 결국 헨리 5세는 여울을 찾기 위해 칼레에서 멀리 떨어진 남쪽으로 진군할 수 밖에 없었다. 영국군은 베덴쿠르와 보이네에 있는 페로네의 남쪽에서 솜을 건너는 데 성공하였고 북쪽으로의 진군을 계속했다. 강이라는 전략적 이점을 잃자 프랑스군은 전투에 소극적이었다. 프랑스군은 세몽스 데 노블 지역 귀족들의 군대를 소집하는 동시에 헨리 5세의 군대를 뒤쫓기 시작했다. 10월 24일 양군은 서로 전투를 벌이기 위해 대치했으나, 더 많은 군대를 모으기 위해 프랑스군은 전투를 회피하였다. 양군은 24일 밤을 열린 지역에서 대치하면서 보냈다. 다음날 프랑스군은 시간을 벌기 위해 협상을 제시하였으나 헨리 5세는 그의 군대에 진군하여 전투를 벌일 것을 명령하였다. 이때 헨리 5세의 지시는 그동안 영국 장궁병이 크레시나 다른 전투에서 승리를 얻은 방식대로 되도록 전투를 회피하거나 방어적으로 임하는 것이었다. 잉글랜드군은 군량이 적은 상태에서 260마일을 2주 반동안 행군을 해왔고, 이질병과 같은 질병들로 고통 받고 있었으며 무구들로 잘 무장된 많은 병력의 프랑스군과 대치하고 있었다. 그러나 헨리 5세는 칼레로 가는 길을 확보해야했고, 만약 그가 계속 머뭇거릴 경우 프랑스군이 더 많은 지원군을 끌어 모을 것이라는 것을 알고 있었다.
프랑스는 단순히 많은 병력이 잃었을 뿐만 아니라 많은 고급 귀족들이 죽었다는 점에서 결정적인 패배를 당했다. 전역은 수년 동안 계속되었고 헨리는 그의 모든 목적들을 달성할 수 있었다. 그는 트루아 조약(1420년)을 통해 프랑스의 왕위계승권과 섭정권을 인정받았다. 이것은 샤를 6세의 딸 발루아의 카트린과의 결혼을 통해 더욱 공고해졌다.

## 전투

### 상황
헨리 5세와 그의 군대는 잉글랜드로 가는 배에 승선하기 위해 칼레로 진군하려 하고 있었으나 그들보다 수적으로 우위에 있는 프랑스군이 그들을 방해하려 하고 있었다. 영국군의 유효성과 준비성은 그들이 적대적인 지역에서 계속적인 공세를 받으면서 18일 동안 250마일을 행군한 이전의 움직임으로 인해 많이 의문스러운 상황이었다. 그들은 이질과 체력고갈, 그리고 거친 날씨에 의해 고통 받고 있었다.
믿을 만하고 모순이 적은 사료의 부족은 양측의 군대를 정확히 파악하는 것을 힘들게 한다. 동시대의 영국 사료에 따르면 영국군은 10배나 그 이상으로 수적으로 불리한 상황이었다고 한다. 부르고뉴 사료는 프랑스군을 50,000, 영국군을 11,000명에서 13,000명 정도로 평가하고 있다. 다른 프랑스 사료는 잉글랜드군이 프랑스군보다 아주 조금 많았다는 기록을 적어도 하나정도는 포함하고 있다. 또 다른 사료는 프랑스군이 "영국군과 아주 비등비등한 상황"이었다고 적고 있다.
최근의 연구결과에 따르면 영국군을 6,000-9,000명정도로 평가하고, 프랑스군을 12,000-36,000명정도로 평가하고 있다. 앤 커리(Anne Curry)는 동시대의 연대기보다 그 자신의 연구성과에 기초하여, 최근에 프랑스의 유리함은 일반적으로 알려진 것보다는 덜하며 그 차이는 4대 3정도(프랑스군 12,000명, 잉글랜드군 9,000명)라고 주장하였다. 아마 잉글랜드군의 숫적 불리함은 전설에서 알려진 것처럼 그렇게 절망적인 것은 아니었을 것이다. 그러나 많은 근대 영국 역사가들은 여전히 잉글랜드군이 3배나, 그 이상의 수적 불리함을 안고 싸웠을 것이라는 생각을 받아들이고 있다. 커리의 연구에 대하여 바커는 만약 병력차가 4대 3정도였다면, 현장증인들의 기술과 모순된다고 주장하였다.
전투는 트람쿠르와 아쟁쿠르(현재의 아쟁쿠르 마을 근처)의 숲 사이의 개활지의 좁은 통로에서 벌어졌을 것이다. 프랑스군은 달브레의 명에 따라 칼레로 가는 북쪽 출구를 봉쇄할 목적으로 배치되었다. 8월 24일 밤 양측 군대가 평지에서 머물 곳을 만드는 데 시간을 보냈고, 잉글랜드군은 때마침 내린 호우로 인해 프랑스군보다 더 적은 규모의 임시 숙소를 만들었다.

아쟁쿠르 전투 지도. 윗쪽이 프랑스군, 아래쪽이 잉글랜드군 진영의 모습이다

25일 날이 밝아오자, 헨리는 그의 군대(900명의 중무장 부대들과 5,000명의 장궁병)을 좁은 길의 750 야드에 걸쳐 배치하였다.(하르플러 공방전 이후에 새로운 병사들을 데리고 왔다는 주장도 있으나, 다른 역사가들은 이것이 틀렸다고 주장한다. 그리고 비록 9,200명의 병사가 하르플러를 떠났지만 250마일의 행군과 질병으로 인해 잉글랜드군은 전투시점에 약 5,900명 정도로 줄어 들었을 것이다.) 영국군은 그들이 익숙하게 쓰던 대로 장궁병들을 양 측면에 배치하고, 중기병들과 기사들을 중앙에 배치하고 또 가장 중앙에는 약 200명의 궁수를 배치했다. 잉글랜드의 플레이트 앤 메일을 입은 중무장 부대들은 밀접하여 4열로 배치되었다. 양측면에 배치된 잉글랜드의 궁수들은 기병대를 전열에서 이탈시키기 위하여 비스듬히 목채를 각 지점에다 박아 넣었다.
잉글랜드군은 그들이 살아서 돌아갈 수 없을 것이라고 겁에 질려 있었다. 사실 전투 전, 이때 잉글랜드군의 상황을 묘사한 기록을 보면, 전투전날은 잉글랜드 군에게 참회의 날로 모든 병사들은 지옥에 가는 것을 피하기 위해 스스로를 정화하려 했다고 한다. 잉글랜드 귀족들은 만약 그들이 포로로 잡힐 경우 자신에 대한 보석금을 낼 수 있다는 점에서 행운아였다. 전투 전을 기록한 프랑스의 자료를 보면, 헨리 5세는 그의 귀족들에게 만약 프랑스가 이기게 된다면 잡힌 귀족들이 풀려나도록 대신 배상금을 지불할 것이라고 연설하였다고 한다. 그러나 일반 병사들은 그러한 행운이 없기에, 자신들의 목숨을 위해 싸우는 것이 나을 것이라고 헨리 5세가 말했다고 한다.
반면에 프랑스군은 스스로 승리할 것이라고 확신했고 전투를 바라고 있었다. 프랑스인들은 그들의 병력이 상대적으로 많고, 더 활기에 넘치는데다가 무구의 장비가 더 좋다는 것뿐만이 아니라, 영국군의 많은 수의 일반병사(장궁병과 같은)보다 더 우월하다고 스스로 여기는 귀족 중무장 부대들의 숫자가 많다는 점에서 승리를 확신했다. 영국군은 약 1,000명의 중무장 부대들이 참여했고, 프랑스군의 경우 가장 적게 평가한 자료에 따르면 프랑스군의 경우 10,000명의 중무장 부대(그중에서 1,200명은 말을 타고 있었다.)이 소속되어 있었다고 한다. 그들은 영국군에게 근접하도록 준비했기 때문에 그들은 백병전에 유리한 많은 중무장 부대가 있었으므로 더욱 더 자신감을 가질 수 있었다.
인내심을 가지고 전투에 임하지 못한 또다른 이유는 크레시 전투와 푸아티에 전투와 같은 이전 전투에서 많은 프랑스 귀족들의 아버지와 할아버지들이 크나큰 패배를 당했기에, 프랑스 귀족들이 그 보복을 하길 원한데 있었다. 몇몇 프랑스 기록들은 프랑스의 지휘관들이 잉글랜드군을 패배시키기를 강렬히 원해 자신들이 선봉에 서겠다고 주장했다고 한다.
프랑스군은 "배틀즈"라 불린 3열의 대형을 구성했다. 연대기 작가 보랭(Jehan de Waurin)에 따르면 8,000명의 중무장 병사, 4,000명의 궁수, 그리고 1,500의 석궁병이 양 측면에 600명과 800명의 승마한 중무장 병사들과 함께 선봉을 이루었고 주력 배틀은 "선봉에 있는 것과 같은 수의 기사와 지휘관, 그리고 궁수들이 있었고, 후위에는 "남은 모든 중무장 부대들"이 있었다고 한다. 베리의 헤럴드는 다른 형태의 구조를 사용해 프랑스군의 배치를 보여주는데 4,800의 중무장부대가 선봉에 서고, 3,000명이 중간에 서고, 양측면은 600명의 중기병들이, 그리고 총 10,000명의 중무장 부대로 프랑스군이 이루어졌다고 한다. 헤럴드는 세 번째 열에 대해서는 언급을 하지 않는다.
후위에는 프랑스군이 배치하는 것이 불가능했거나, 혹은 배치할 마음조차 없었던 일반병을 포함하여 수천의 병력들이 있었다고 한다. 와우린은 프랑스군의 전 병력이 50,000명 정도였다고 추산한다.
| “ | 프랑스군에는 많은 궁수와 석궁병들이 있었으나, 누구도 그들이 사격을 하는 것을 원하지 않았다. 이유는 전투지역이 워낙 비좁아 오직 백병전을 할 수 있을 정도의 공간만 있었기 때문이다. | ” |

비슷한 내용을 성 데니스 신부의 발언에서도 찾아볼 수 있다.
| “ | 선봉에서 가장 앞서서 진군해 공격을 시작해야할 숙련된 4,000명의 궁병들은 그들의 위치에서 발견되지 않았고, 이는 영주들이 석궁병들을 필요로 하지 않는다는 구실로, 전장에서 물러나는 것을 허가했기 때문이다. | ” |

후방에는 전투를 벌일 장소가 거의 없었으나, 영국과 프랑스의 기록 모두 전투 중 많은 프랑스의 귀족들이 전사하거나 사로잡힌 것을 보고 프랑스 군대의 대다수가 도망쳤다는 데에는 동의한다.

### 지형
확실히 전황을 결정한 것은 지형이었다. 좁은 전장은 우거진 수풀로 가득 얽혀 있었고, 이는 잉글랜드 군에게 유리했다. 전장 탐색(Battlefield Detectives)의 연구는 전장에 많은 병사들이 들이닥쳐 혼란스러웠을 것으로 보고 있다. 900명의 영국 중무장 부대는 4열로 밀집해있는 것으로 묘사되는데, 이는 아마 둘로 나뉜 궁수들 사이에 1열당 225명씩 좁은 열을 구성했을 것으로 생각된다. 전장의 나머지 부분에는 목책 뒤에 서 있는 장궁병으로 가득 차 있었다. 프랑스군의 선봉은 4,000-8,000명정도의 중무장 부대로 구성되어 있었고, 이는 영국의 중무장 부대보다 적어도 4배정도 많은 숫자였으나, 그들은 영국군의 측면을 공격할 방법이 없었다. 세 개의 전열로 나뉜 프랑스군은 하나의 전열 뒤에 다른 부대가 먼저열의 처음 출발지점으로 이동해 대기하는 상황이었기 때문에 전군을 한꺼번에 투입할 수 없었다. 최초의 교전은 영국군과 프랑스군 선봉 사이에서 벌어졌다. 프랑스군 2열은 전진할 준비를 하고 있었고, 병사들은 서로 근접해 있어, 그들이 효과적으로 싸울 수 없게 만들었다. 선봉대의 사상자는 장궁병들의 사격에 의해 혼잡한 상황에서 늘어만 갔고, 병사들은 쓰러지지 않기 위해 노력해야만 했다. 전장 탐색은 병사들이 방진을 치고 밀집해 있을 때 병사들은 전진할 만한 충분한 공간이 없었고, 진군속도가 70%정도로 떨어진다고 한다. 전투에 대한 기록들을 보면 프랑스군은 영국군들의 장궁병들에 대하여 공격하기 전에 먼저 영국의 중무장 부대와 싸워야만 했고, 싸움은 격렬해지기 시작했다고 묘사한다.
그들 중 일부는 전투가 처음 시작했을 때 살해당했는데, 전위가 쓰러지고 혼란스러운 상황이 펼쳐지면서, 그들 뒤에 있던 많은 무리의 병사들이 죽은 이들의 위에 쓰러졌다. 그리고 이렇게 쓰러져 죽은 이들 맨 위에 쓰러져 간신히 살아남은 이 역시 살해당했다.— 게스타 헨리치(the Gesta Henrici)의 영국기록

비록 프랑스군은 처음에 영국군을 몰아붙였지만, 프랑스군은 너무 밀집해 있어서 자신들의 무기를 적절히 사용하는 데 문제를 겪고 있었다.
그들의 전위는 5,000명으로 구성되어 있었는데, 그들이 너무 지나치게 밀집하여 3열에 있는 이들은 자신들의 검을 거의 사용할 수 없었다."— 프랑스의 성직자 성 드니(St. Denis)의 기록

그리고 부르고뉴 자료를 보면 거의 같은 내용이 나와 있다. 이런 점을 볼 때 전장은 모든 병력이 투입되어 싸울 수 있는 곳이 아니었으며, 이로 인해 프랑스군은 영국군의 장궁병들이 백병전에 참여했을 때 효과적으로 대응할 수 없었다. 시간이 지나 아마 8,000명(사료에 의거하여)으로 구성된 프랑스군의 본대가 도착하자 혼란은 더욱 더 심해졌다. 뒤로부터 밀려드는 병사들은 전위에서 전투를 벌이는 것을 방해하였다.
전투는 아주 수풀이 우거진 곳에서 진행되었고, 이곳에는 또 최근에 비가 내려 상당히 진창인 상황이었다. 이런 곳에서 풀 플레이트 아머를 입고 걸으려 하는 것은 아주 힘든 일이다. 프랑스의 성직자 성 드니는 프랑스군을 "그들의 무릎까지 진흙이 올라온 상태로 진군했다. 그래서 그들에게 맞서는 적들에게 진군하기 전에 이미 지쳐있었다."라고 묘사했다. 깊고 부드러운 진흙은 영국군에게 유리했는데 왜냐하면, 한번 중무장한 프랑스 기사들이 쓰러지면, 다시 싸우기 위해 일어서기도 힘들었기 때문이었다. 2005년 베이커(Barker)는 몇몇 기사들은 중무장한 갑옷때문에 사실상 진흙탕에 빠져 죽었다고 하였다. 그들의 제한된 이동성은 계곡에 있는 잉글랜드 궁수들의 쉬운 목표가 되게 했다. 또한 진흙은 좀 더 가볍게 무장한 잉글랜드 궁수들이 중무장한 프랑스의 기사들과 백병전을 벌이는 능력을 증대시켰다.

### 전투
25일 아침 프랑스군은 여전히 지원군의 도착을 기다리고 있었다. 브라반트 공작(The Duke of Brabant), 앙주 공작(the Duke of Anjou) 그리고 브르타뉴 공작(the Duke of Brittany)은 각각 1,000-2,000명의 병력을 이끌고 본대에 합류하기 위해 진군하고 있었다. 이제 프랑스군에게 남은 것은 잉글랜드 군을 향해 진군하느냐 마느냐였다.
해가 뜬 지 3시간이 지나도 전투는 벌어지지 않았다. 잉글랜드군이 함정을 설치한 것을 안, 아니면 적어도 충분한 준비도 없이 완벽하게 준비하고 있는 잉글랜드군에게 공격을 감행하는 것은 실패로 끝날 것이라는 것을 깨달은 프랑스군은 공격하지 않았다. 헨리 역시 잉글랜드군이 적절한 방어위치를 잡고 있다는 것을 프랑스군이 깨닫고 있다는 것을 알고 있었으나, 그는 결국 위험을 감수하기로 결심하고, 그의 군대를 좀 더 앞으로 이동시켰다. 이러한 움직임은 궁수들을 보호하기 위해 박아놓았던 목책을 다시 뽑게 하였다.(긴 통나무들이 적들을 향해 밖으로 나 있어야 했으므로) 그리고 그가 선택한 방어위치를 포기하게 하였다. 만약 프랑스 기병대가 목책을 박기 전에 자신들에게 돌격한다면, 그로 인한 결과는 영국군에게 파테 전투(Battle of Patay)와 같은 재난이 좀 더 일찍 일어나는 것과 같았을 것이다. 그러나 프랑스군은 영국군의 진군에 허를 찔린 것으로 보인다. 지형의 협소함은 또 프랑스 군에게 제한된 배치를 강요했다. 전투계획은 원래 궁수와 석궁병들을 중무장 부대 앞에 배치하고, 기병대를 후방에 배치하여 궁병들을 습격해 그들을 격퇴하는 용도로 사용하게끔 배치하는 것이었다. 그러나 궁수와 석궁병들은 중무장 부대의 후방과 측면에 배치되었고, 이들은 전투 시작 전에 잉글랜드군을 향해 몇 발의 화살을 날리는 것을 제외하고는 아무 역할도 할 수 없었다. 만약 잉글랜드군이 이동하는 동안에 돌격했으면, 잉글랜드군을 궤멸시킬 수도 있었던 기병대는 잉글랜드군이 교차사격을 실시한 후에야 돌격을 감행했다. 과연 프랑스군이 계속 잉글랜드군이 그들에게 선제공격을 감행하길 원했는지는 확실치 않다. 혹은 프랑스군은 자신들이 공격하는 동안 영국군이 진군하지 않기만을 단순히 바랐는지도 모른다. 프랑스연대기는 기병대의 돌격이 이루어졌다고 동의하나, 이 돌격에 참여한 병력의 숫자가 필요보다 적었다는 데에 동의한다. 질 르 부비에(Gilles le Bouvier)는 다른 이들이 걷고 있거나 그들의 말을 먹이고 있을 때 경고하기 위해 이곳저곳 돌아다니는 이들이 있었다고 말한다.
여하튼 거의 프랑스 진영의 화살 사거리에 근접한 상태로(약 300yd; 274.3m) 잉글랜드 장궁병들은 목책을 설치했고, 활이 그물을 이루면서 교전이 시작되었다.
프랑스 기병대는 적절한 숫자를 갖추지 못했음에도 불구하고 장궁병들에게 돌격했다. 그러나 이는 재난에 다름없었는데, 프랑스 기사들은 주위를 둘러싼 수풀지대 때문에 장궁병들의 측면을 공격하지 못했고, 궁수들을 보호하고 있는 목책들을 돌파하지 못했다. 1976년 키건(Keegan)은 장궁병들이 전투에 끼친 가장 중요한 영향은 바로 이것이라고 주장하였다. 오직 머리 부분만을 갑주로 가린 대부분의 말들은 돌격이 시작되었을 때 측면 고지대에서부터 사격이 시작되자 제어할 수 없는 지경에 빠지고 말았다. 이로 인한 영향으로 프랑스군은 퇴각하기 위해서는 잉글랜드군에게 도달하는 것보다 더 혼란스러운 상태로 진흙탕을 지나가야만 했다. 2005년 베이커는 생 드니의 동시대 사료를 인용하여 패닉에 빠진 말들이 진군하는 보병들을 향해 돌진하기 시작했으며, 이로 인해 보병들은 분산되고 짓밟히며 곤두박질치게 되었다고 말하였다. 부르고뉴 사료를 보면 중무장 기병들이 퇴각하면서 진군하는 프랑스군 전위를 "혼란에 빠트리고 전열을 흩뜨러 놓았다"고 비슷하게 기록하고 있다.
사령관은 자신이 스스로 말을 타지 않은 프랑스 중무장 부대를 지휘하였다. 프랑스 기록들은 그들의 전위가 약 5,000명의 병력으로 구성되어 있다고 묘사하며, 이를 잉글랜드군의 중무장 부대보다 5배정도 많았다고 묘사하나, 그들은 화살이 쏟아지는 진창을 건너 백병전을 벌여야만 했다. 프랑스 중무장 부대의 갑옷은 르 페브르(Le Fevre)와 보랭(Waurin)이 다음과 같이 묘사하였다.
처음 그들은 그들의 무릎까지 내려오는 긴 갑옷을 장비하였다. 아래에는 아르누아 드 장브(harnois de jambes→다리 부분의 갑옷)을 입었고 그 위에는 블랑 아르누아(blans harnois→완벽한 하나의 갑주)를 입었다. 덧붙여 그들은 바시네 드 카르바유(bascinets de carvail→투구)를 입었다. 이들의 장비가 이런데다가 땅은 또 너무 부드러워서 그들은 무기를 들고 다니기가 힘들었다.

이런 강력한 갑옷은 그들로 하여금 성 드니가 묘사한 대로 "끔찍한 화살의 우박"으로 묘사한 잉글랜드의 사격에도 불구하고 300야드, 혹은 잉글랜드군의 전열로 접근할 수 있었다. 그러나 그들의 화살이 얼굴을 맞히는 것을 피하기 위해 투구를 내려쓰고 그들의 얼굴을 보호하는 것은(눈구멍과 숨구멍은 그들의 갑주의 가장 약한 부분이었다.) 그들의 호흡과 시야를 제약하였고, 그들은 이 상태로 50-60파운드(23-27킬로그램) 정도의 갑옷을 입고 두꺼운 진흙을 걸어가야만 했다.
프랑스의 중무장 부대는 잉글랜드군의 여전히 활을 쏘아대고 있을 때까지 잉글랜드군의 전열에 도착하여 이를 밀어내려 하였다. 잉글랜드 장궁병들은 이윽고 활을 내려놓고 백병전에 가담했다(이는 약 3시간 정도 계속되었다.). 이는 생각해보면 프랑스군이 수천의 화살로 공격받으면서도 꽤나 적은 사상자를 입은 상태로 진군할 수 있었다는 것을 암시한다. 그러나 육체적 상태를 볼 때 비록 화살에 관통되지 않았더라도 화살은 갑옷을 강타하고 진흙을 돌파하면서 발생하는 플레이트 앤 메일과 투구 속에서 발생하는 열과 산소의 부족은 프랑스군의 붕괴를 야기했고, 이는 그들로 하여금 어떻게 하더라도 영국군과의 최종적인 교전에서 결국 "자신들의 무구를 들기가 어렵게" 만들었다.
도끼와 칼 그 외의 다른 무기들을 사용하는 잉글랜드 궁수들은 무질서하고 피로한 프랑스군을 공격하였으나, 프랑스군은 갑옷을 입지 않은 그들의 습격자들(진흙에 의해 덜 영향을 받는)을 공격할 수 없었다. 기력이 다한 프랑스의 중무장 보병대는 땅에 쓰러지고 다시 일어날 수 없는 것으로 묘사되었다. 근접전이 계속될수록 프랑스군의 2열이 전투에 참여하였으나, 그들 역시 순식간에 쓰러졌는데, 좁은 지형은 여분의 병력을 효율적으로 움직일 수 없게 하였고, 프랑스 군은 수천이 살해당하거나 포로로 사로잡혔다. 전투는 약 3시간 동안 계속되었으나, 선봉부대의 지휘관들이 그런 것처럼 2열의 지휘관들도 사로잡히거나 살해당했다. 영어로 된 게스타 헨리치는 세 무리의 거대한 시체 더미를 묘사하길 3개의 영국 대장기 주변에 "사람의 키만큼 시체가 쌓였다."라고 묘사하였다.
이 전투에서 가장 유명한 일화는 헨리 5세의 막내 동생 글로스터 공작 험프리(Humphrey, Duke of Gloucester)와 관련된 것이다. 이야기에 따르면 헨리는 그의 동생이 배에 상처를 입었다는 것을 듣고 그의 친위대를 이끌고 프랑스군을 돌파하여 그의 동생을 지키며 험프리가 안전한 곳으로 이동할 때까지 적군의 공격을 격퇴하였다고 한다.

### 군수마차에 대한 기습
프랑스군은 아쟁쿠르 성에서 이상바르 다쟁쿠르(Ysembart d'Azincourt)가 지휘하는 부대가 출격하여 왕관과 같은 헨리 5세의 개인적인 보물을 운송하던, 방어가 약한 잉글랜드군 군수마차를 공격하는 데에서 유일하게 성공을 거둘 수 있었다. 일부 기록에 따르면 이는 전투 끝에 일어났으며, 잉글랜드군으로 하여금 후방을 공격당했다는 생각이 들게 하였다고 한다. 베이커는 그러나 실제로 이 군수 마차에 있었을 것이라고 생각되는 영국 신부에 의해 작성된 것으로 보이는 게스타 헨리치의 기록, 이 사건은 전투의 시작에서 일어났다고 나온 내용을 더 신뢰한다.
잉글랜드군이 초전의 승리를 거두고 헨리 5세가 프랑스군이 재집결하여 다시 공격할 것을 경계하는 것이 전투에 있어서 결정적인 지점이었다. 게스타 헨리치의 경우 이 사건을 잉글랜드군이 프랑스의 중무장 보병대의 공격을 격퇴하고 피곤한 잉글랜드군이 프랑스군의 후방경비부대(비교할 수 없는 숫자에 여전히 활기에 넘치는)를 바라보고 있었다고 기록하고 있다. 부르고뉴 사료인 르 페브르와 와우린은 역시 프랑스군의 후방부대가 재집결하면서 군율을 위한 노래를 부르며 진군함에 따라 잉글랜드군은 아직도 그들이 위험한 상황이라고 인식하게끔 하였다라고 하는 비슷한 기록을 보여주고 있다.

### 포로 살해
헨리는 몇몇 유명한 인사들을 제외하고는 아마 몇 천에 달하는 프랑스 포로 전원에 대한 학살을 명령했다. 헨리는 이들이 전장에 흐트러진 무기들로 다시 무장할지도 모르고, 만약 그럴 경우 세 시간의 전투로 지친 잉글랜드군은 압도당할 것이라는 두려움을 느꼈기 때문에 이와 같은 명령을 내렸다.
이는 확실히 잔혹한 일이었고, 전투상황에서는 논란의 여지가 있긴 하지만 어느 정도 인정할 수 있는 상황이기도 했다. 그리고 놀랍게도 프랑스 연대기에서조차 이에 대하여 헨리 5세를 비난하지 않는다. 이 사건은 전투의 종결을 의미했으며, 프랑스의 귀족들이 사로잡히고 살해당한 것을 본 프랑스군의 후방부대는 전장을 떠났다.

### 영향
믿을 만한 사료가 없기 때문에 프랑스와 영국의 사상자에 대한 정확한 규모를 파악할 수는 없다. 그러나 잉글랜드군이 상대적으로 수적으로 불리하였고, 그들의 손해가 프랑스군보다 적었음을 알 수 있다. 프랑스의 기록을 보면 프랑스군이 4,000-10,000명 정도가 죽고 잉글랜드군이 약 1,600명 정도 죽었다고 기록하고 있다. 손해비는 6대 1을 넘는다. 잉글랜드 기록을 보면 프랑스군의 사망자가 1,500-11,000명, 잉글랜드군의 사상자는 100명을 넘지 않으며, 잉글랜드군의 사망자를 최저로 보았을 때 손해비율은 50대 1을 넘는다.
베이커는 기록들을 사용하여, 부상자 수를 제외하고 적어도 112명의 잉글랜드군이 전투 중에 사망했음을 밝혀냈으나 가장 적당하고 넓게 인정되는 잉글랜드군의 피해규모는 사상자 450명으로 6,000명의 군대규모를 생각해보면 경미한 것이 아니나 프랑스군의 수천이 거의 사로잡히거나 살해당한 것에 비교하면 상당히 적은 규모이다. 프랑스 기록의 가장 경미한 사망자 수치인 4,000명을 대입해볼 때 손해비는 9대 1에 달하고 포로를 합칠 경우 10대 1을 넘는다.
프랑스의 피해는 상당했고, 사령관 및 3명의 공작, 5명의 백작, 90명의 남작이 모두 전사했다. 포로들의 숫자는 700-2,200명으로 추산되고 이들 중에는 샤를 도를레앙(Charles d'Orléans)이라는 시로 유명한 오를레앙 공작(Duke of Orléans)과 프랑스 원수 장 르 맹그르(Jean Le Maingre, Marshal of France)가 포함되어 있었다. 이들 포로들 거의 대부분은 귀족들로, 별로 중요하다고 여겨지지 않은 포로들은 학살당했기 때문이다.

### 귀족 사상자
- 브라반트와 림뷔르흐의 공작 부르고뉴의 앙투안, 1384년생(Antoine of Burgundy, Duke of Brabant and Limburg b. 1384)
- 느베르 백작과 레텔의 부르고뉴의 필리프, 1389년생(Philip of Burgundy, Count of Nevers and Rethel b. 1389)
- 프랑스 대무관장이자 드뢰 백작 샤를 1세 달브레(Charles I d'Albret, Count of Dreux, the Constable of France)
- 베튄 백작 요한 2세, 1359년생(John II, Count of Bethune b. 1359)
- 알랑송 공작 장 1세, 1385년생(John I, Duke of Alençon b. 1385)
- 보데몽 백작 로렌의 프레데릭, 1371년생(Frederick of Lorraine, Count of Vaudemont b. 1371)
- 마를레와 수아송 백작 로베르(Robert, Count of Marles and Soissons)
- 바르 공작 에두아르 3세(Edward III, Duke of Bar); 바르 공국은 그의 죽음으로 독립을 상실한다.
- 루시 백작 요한 6세(John VI, Count of Roucy)
- 제2대 요크 공작 노리치의 에드워드, 1373년생(Edward of Norwich, 2nd Duke of York b. 1373)
- 제3대 서퍽 백작 마이클 드 라 폴(Michael de la Pole, 3rd Earl of Suffolk)

### 피어스 레프 경(Sir Peers Legh)
피어스 레프 경이 부상을 당했을 때 그의 개가 전투가 진행되는 수 시간 동안 주인을 지키고 있었다고 한다. 비록 레는 후에 죽지만, 이 마스티프종의 개는 레의 집으로 돌아가 림 파크(Lyme Park) 지역의 마스티프 종 개들의 조상이 된다. 5세기 후에 이 혈통은 근대 잉글랜드 마스티프 혈통에서 두드러지게 된다.

## 아쟁쿠르 전투에 대한 현대의 재고찰

### 잉글랜드군은 일반적인 생각처럼 수적으로 불리했을까?
최근까지 아쟁쿠르는 영국 군사 역사상 가장 결정적인 승리 중 하나로 찬양되었다. 그러나 앤 커리(Anne Curry)가 지은 아쟁쿠르, 새로운 역사(Agincourt, A New History 2005)에서 이전까지의 역사가들과 아쟁쿠르 전투에 대하여 역사가들이 이제까지 주장한 것에 대하여 반박한다. 커리의 시각에 따르면 영국이 아쟁쿠르에서의 승리는 거의 6세기 동안 과장되었다는 것이다.
연대기보다는 동시대의 명령기록에 기초하여 조사를 하였는데, 커리는 프랑스군이 잉글랜드 군보다 여전히 수적 우위에 있었으나, 이 수적 우위는 이전의 규모와는 다르게 3대 2정도라고 주장하였다.(프랑스군 12,000명이 7,000-9,000명정도 되는 영국군과 맞섰다.) 커리에 따르면 아쟁쿠르 전투는 "왕으로서 헨리 왕이 이룩한 업적이 만들어놓은 신화"였다. 아쟁쿠르에서의 희생자들에 관한 잉글랜드의 전설은 1599년에 나온 셰익스피어의 헨리 5세와 같은 영국 대중문화에서 확고한 믿음을 받았다. 60,000명의 프랑스군에 대하여 잉글랜드군이 12,000명이라는 것을 살핀 후에 즉각적으로 벌인 전투 직전의 연설에서 셰익스피어는 헨리 5세의 유명한 대사 "우리는 적고, 우리의 행복은 작으나, 우리는 형제이다(We few, we happy few, we band of brothers.)."를 삽입하였다.
| “ | 웨스트모어랜드그들의 병사수는 60,000명(three-score thousand)에 달합니다. 에세터5대 1의 차이입니다. | ” |
|   | |   |

셰익스피어는 프랑스군과 잉글랜드의 사상자수도 과장하였다. 전투가 종결할쯤 헨리는 전령으로부터 프랑스군 10,000명이 전사하였으나, 잉글랜드군은 5, 혹은 스무명이 전사하였다는 보고를 받는다.
줄리엣 베이커는 《아쟁쿠르: 왕, 전역, 전쟁》(The King, the Campaign, the Battle)에서 잉글랜드와 웨일즈의 군세는 "적어도 4대1, 가능한 한 많이 잡는다면 6대 1"정도의 수적 불리함을 지니고 있었다고 주장한다. 그녀는 제한 보랭이 제시한, 상대적으로 프랑스군의 규모에 대하여 자세하게 설명한 내용을 선호하는데, 이 내용을 보면 영국군이 6,000명, 프랑스군이 36,000명으로 기록되어 있고, "보랭의 기록에 기초해 볼 때 프랑스군은 잉글랜드 군보다 6배정도 수적으로 우위에 있었다."고 말한다. 커리의 책은 너무 늦게 출간되어 베이커의 연구에 영향을 끼치지 못했다. 그러나 커리의 연구에 대하여 경의를 표하면서도 베이커는 다음과 같이 말했다.
실재하는 양측의 명령기록을 보면, 그러나 특히 프랑스의 경우 9,000명의 잉글랜드군과 12,000명의 프랑스군이 교전했다는 그녀의 주장을 확실히 입증하기에는 근거가 불완전하다. 그리고 실제의 전투의 병력차가 3배나 4배 이하였다면 현장증인들이나 동시대 사람들이 묘사하는 전투의 과정은 넌센스가 되어버리고 만다.

아쟁쿠르 전투에 관한 많은 자료들은 잉글랜드군 약 6,000명, 프랑스군 약 36,000명이라는 규모를 사용하고, 프랑스군이 6대 1의 수적 우위를 보이고 있었다고 본다. 1911년 브리태니커 백과사전(Encylopædia Britannica)은 잉글랜드군이 6,000명의 궁수, 1,000명의 중무장 보병, 그리고 몇 천의 다른 보병대로 구성되어 있었고, 프랑스군은 적어도 4배 이상의 수적 우위를 보이고 있었다고 한다. 다른 역사가들은 잉글랜드군이 6,000명이고 프랑스군의 수를 20,000-30,000명정도로 보고, 이에 따라 잉글랜드군이 4대 1정도의 수적 불리함을 안고 있었다고 본다. 커리는 비록 그녀가 연대기보다는 명령기록에 기초하여 연구하는 유일한 학자이긴 하지만, 영국에서 수적 차이가 4대 1보다 적었다고 주장하는 유일한 학자이기도 하다. 그러나 커리는 동원명령에 응한 프랑스 지방의 숫자는 포함하고 있지 않았는데, 이는 정확한 군대의 규모를 파악하는 데는 그다지 좋지 않은 자료이기 때문이다.

## 더 읽어보기
서적
- Many of the original sources for the battle are available in translation in N. H. Nicolas, History of the Battle of Agincourt
- Curry, Anne (2005). Agincourt: A New History. Pub: Tempus UK. ISBN 978-0-7524-2828-4
- "Battle of Agincourt" in Military Heritage, October 2005, Volume 7, No. 2, pp. 36 to 43). ISSN 1524-8666.
- Dupuy, Trevor N. (1993). Harper Encyclopedia of Military History. Pub: New York: HarperCollins. ISBN 978-0-06-270056-8
- Hibbert, Christopher (1971). 《Great Battles—Agincourt》. London: Weidenfeld & Nicholson. ISBN 1842127187.
- Keegan, John (1976). The Face of Battle: A Study of Agincourt, Waterloo, and the Somme. Pub: Viking Adult. ISBN 978-0-14-004897-1 (Penguin Classics Reprint)
- The Fitzwilliam Museum, University of Cambridge Macclesfield Psalter CD, e-mail fitzmuseum-enquiries@lists.cam.ac.uk

논설
- Beck, Steve (2005). The Battle of Agincourt 보관됨 2007-10-13 - 웨이백 머신, www.militaryhistoryonline.com.
- Bragg, Melvyn (presenter). Agincourt with Anne Curry, Michael Jones and John Watts from In Our Time (BBC Radio 4), 16 September 2004
- Grummitt, David. (Oxford University), A review of Agincourt 1415: Henry V, Sir Thomas Erpingham and the triumph of the English archers ed. Anne Curry, Pub: Tempus UK, 2000 ISBN 0-7524-1780-0. Accessed 15 April 2008.
- Hansen, Mogens Herman (Copenhagen Polis Centre) The Little Grey Horse --Henry V's Speech at Agincourt and the Battle Exhortation in Ancient Historiography Histos volume 2 (March 1998), website of the Department of Classics and Ancient History, University of Durham
- Staff. The Agincourt Honor Roll, Family Chronicle, March/April 1997.
- Staff. The Azincourt Museum, Azincourt, France Accessed 15 April 2008.(The site is in French and English).